# Oxyporus rufus
Oxyporus rufus är en skalbaggsart som först beskrevs av Carl von Linné 1758.  Oxyporus rufus ingår i släktet Oxyporus, och familjen kortvingar. Arten är reproducerande i Sverige.

## Bildgalleri

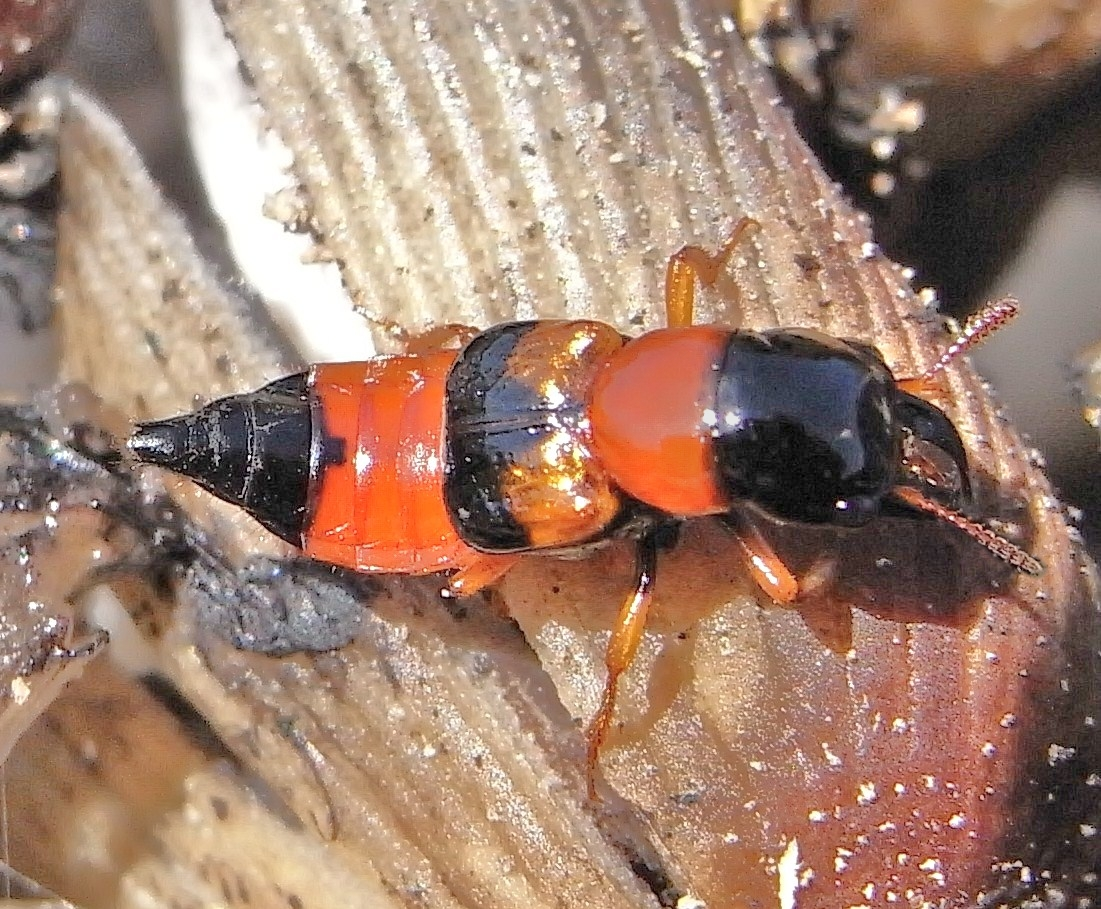
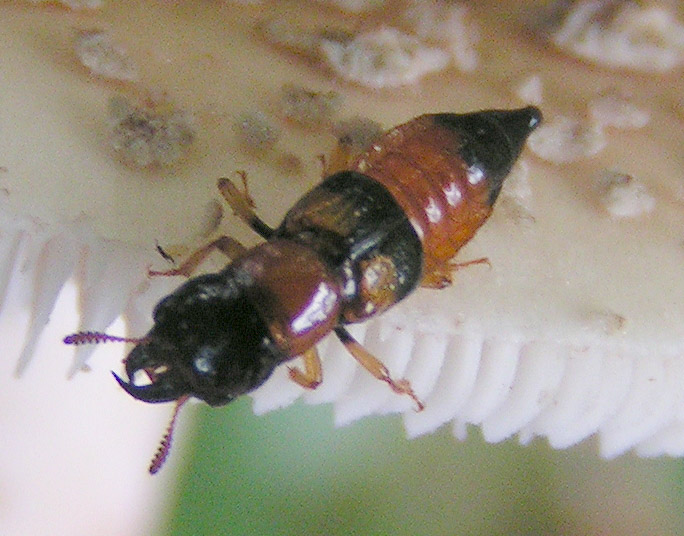
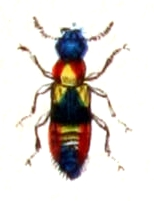